# ATI Mach

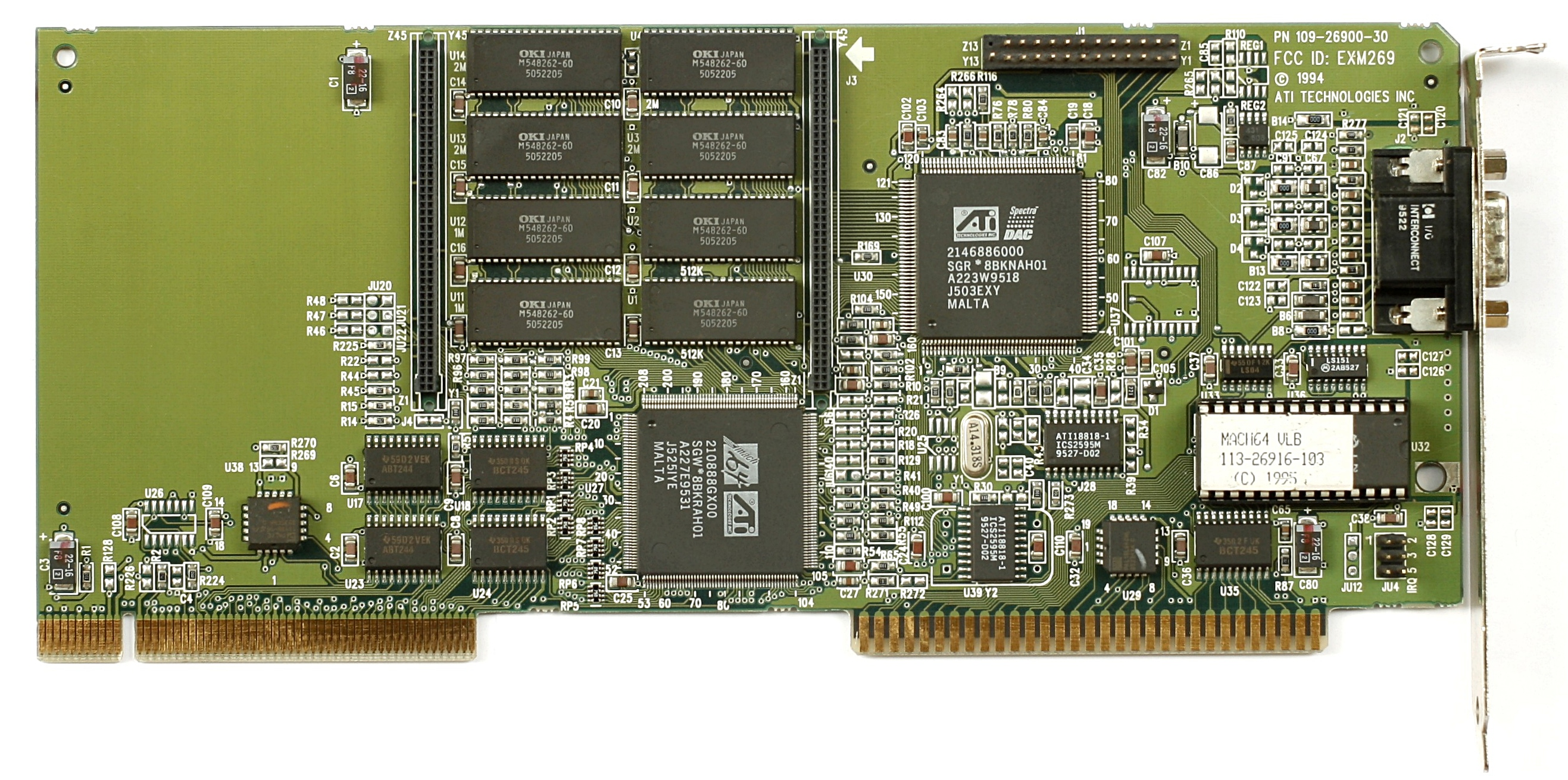
Processeur graphique ATI MACH64 VLB.

ATI Mach est le nom d’une gamme d’accélérateurs graphiques 2D conçus par ATI Technologies et destinés aux ordinateurs personnels. Le premier chipset de la gamme, baptisé Mach 8 et lancé en 1991, était un clone de l’IBM 8514/A avec toutefois certaines améliorations. Ce coprocesseur graphique ne possédant pas de contrôleur VGA, un chipset VGA additionnel était nécessaire (ce qui augmentait d’autant le prix final de la carte d’affichage). À partir du Mach 32, ATI intégra un contrôleur VGA au sein de la puce.

## Les modèles

### Mach 8
Date de sortie : 1991
le Mach 8 est un clone de l’IBM 8514/A. Ce chipset est capable d’afficher 256 couleurs (palette 8-bit) avec une définition de 1024 × 768 pixels en mode entrelacé, mais seulement de 640 × 480 pixels en mode progressif. Supportant 512 kio ou 1 Mio de VRAM ou de DRAM, le Mach 8 a été utilisé sur des cartes ISA et MCA. 
Certaines cartes accélératrices 2D, comme les 8514 Ultra et 8514 Vantage, nécessitaient l’utilisation d’une carte d’affichage complémentaire. D’autres cartes, comme les Graphics Vantage et Ultra ou la VGA Wonder GT, étaient équipées d’un chipset VGA et prenaient donc en charge l’affichage complet.

### Mach 32
Date de sortie :1992

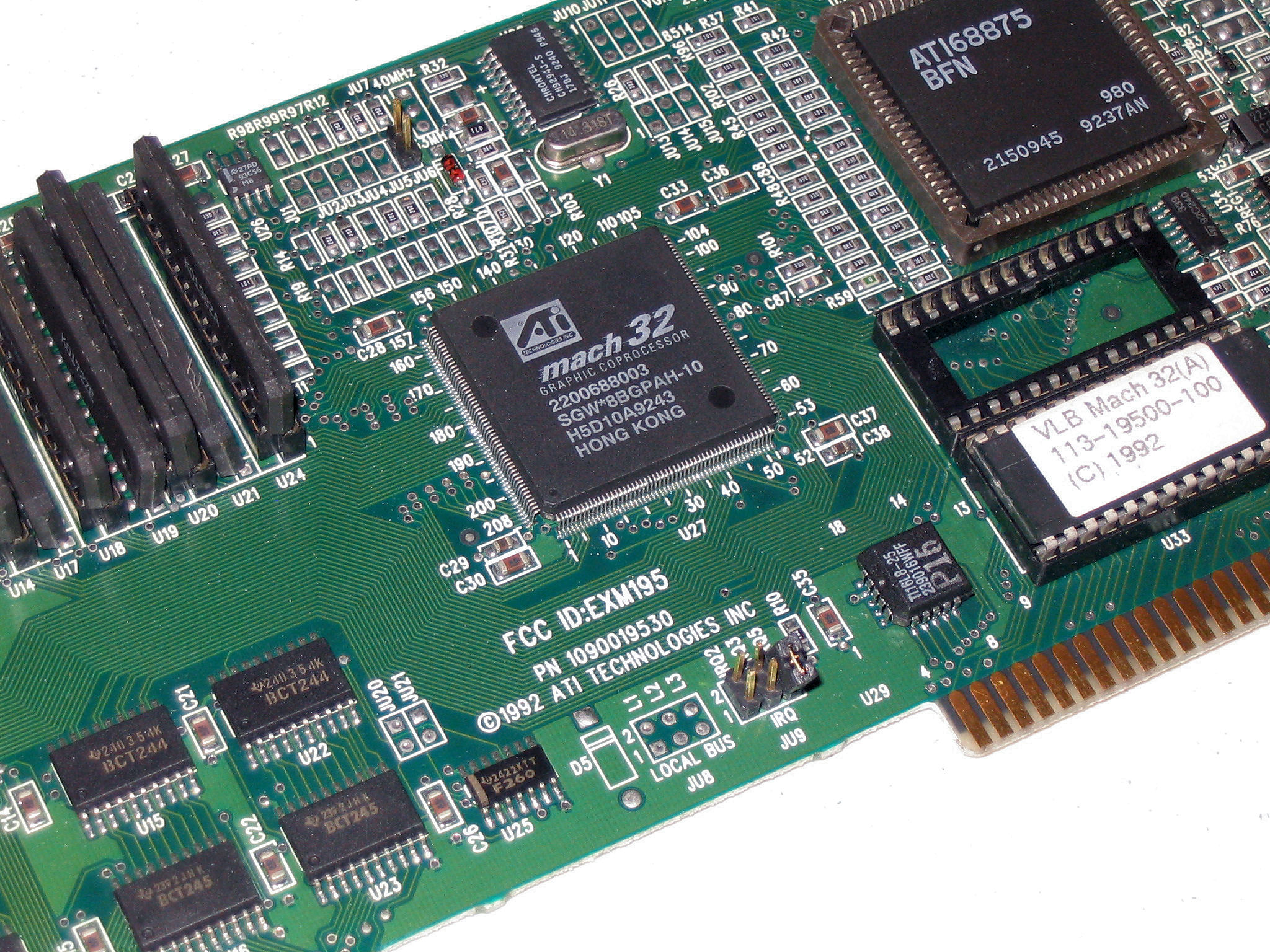
Processeur graphique ATI MACH32 VLB

Accélérateur graphique 32 bits avec prise en charge DOS de base
Prise en charge VESA VBE limitée
Prise en charge des modes couleur 15 bbp, 16 bbp et 24 bbp ajoutés
Mémoire vidéo : DRAM 1 ou 2 Mo ou VRAM
Interface de mémoire : 64 bits
Port : ISA , EISA , VLB , PCI , MCA
Noyau VGA intégré
100 % compatible avec IBM 8514 / A

### Mach 64
Date de sortie : 1994
Accélérateur graphique 64 bits avec prise en charge DOS de base
Prise en charge VESA VBE limitée
Mémoire vidéo : 1, 2, 4 ou 8 Mo de mémoire DRAM, VRAM ou SGRAM
Interface de mémoire : 64 bits
Interface : ISA, VLB, PCI
Variantes :
Mach64 CX / 210888" - Jeu de puces d'origine jusqu'à 2 Mo de RAM, ou 4 Mo de VRAM
Mach64 GX / 210888GX" - Amélioration des capacités de lecture vidéo
Mach64 ET / 210888ET"
Mach64 CT / 264CT - Mach64 à prix réduit avec RAMDAC intégré et puce d'horloge (jusqu'à 2 Mo de mémoire DRAM)
Mach64 VT / 264VT - Connecteur AMC (Support pour TV-tuner)
Mach64 GT / 264GT 3D Rage" - Capacités 3D
Mach64 GT-B / 264GT-B 3D Rage II - Prise en charge SDRAM & SGRAM (jusqu'à 8 Mo)
Mach64 LT / 264LT" - Version mobile basse consommation de Mach64 GT
Remarque importante : Les puces 3D Rage et 3D Rage II étaient également connues sous le nom de Mach64 GT et Mach64 GT-B respectivement. Le nom Mach64 a été éliminé avec l'introduction de la 3D Rage Pro.